# Olenus
Olenus – wymarły rodzaj trylobitów żyjący w okresie kambryjskim.
Opis:
Mały trylobit (kilka cm) o długiej, ale szerokiej tarczy tułowiowej złożonej z licznych segmentów, bardzo małej tarczy ogonowej i wąskiej, szerokiej tarczy głowowej z krótką glabellą. Cały pancerz szeroki, zarys prostokątny. Kolce policzkowe dość długie, cienkie. Wzgórki oczne i oczy występują.
Znaczenie:
Skamieniałości różnych gatunków Olenus są jednymi z najbardziej charakterystycznych skamieniałości przewodnich dla kambru górnego Europy i Ameryki Północnej.
Występowanie:
Rodzaj typowy dla tzw. trylobitowej prowincji atlantyckiej: wschodnia Ameryka Północna i Europa. Wzmiankowany także z Azji, Australii i Argentyny, jednak status rodzajowy tych okazów jest kwestionowany. Występuje również w Polsce w Górach Świętokrzyskich.
Zasięg wiekowy
Kambr późny
Wybrane gatunki o dużej wartości stratygraficznej:
- Olenus truncatus
- Olenus rarus
- Olenus wilsoni
- Olenus gibbosus